# Guldbaggegalan 1978
Den 14:e Guldbaggegalan, som belönade svenska filmer från 1977 och 1978, hölls den 18 september 1978.

## Vinnare
| Högsta kvalitetspoäng                   | Bästa regi                            |
| --------------------------------------- | ------------------------------------- |
| - Picassos äventyr (2,83)               | - Olle Hellbom – Bröderna Lejonhjärta |
| Bästa skådespelerska                    | Bästa skådespelare                    |
| - Lil Terselius – Den allvarsamma leken | - Anders Lönnbro – Lyftet             |
| Juryns specialbagge                     | Ingmar Bergman-priset                 |
| - Eric M. Nilsson                       | - Wic' Kjellin                        |